# 和歌山市立城東中学校
和歌山市立城東中学校（わかやましりつ じょうとうちゅうがっこう）は、和歌山県和歌山市美園町にある公立中学校。

## 沿革
- 1947年（昭和22年）4月15日 - 新制中学校発足に伴い、「和歌山市立城東中学校」開校。

## 教育目標
人権尊重の精神を教育の基盤とし、「自分を大切にし、人を大切にする人間」の育成

## 校歌
和歌山市立城東中学校校歌
柳野吉春が作詞、北原雄一が作曲した。

## 部活動

### 文化部
- 美術部
- 音楽部
- 書道部

### 体育部
- 野球部
- 女子バレーボール部
- バスケットボール部
- ソフトテニス部
- 卓球部
- 陸上部
- 体操部（学校外での活動）

## 学校行事
- 4月 - 入学式
- 5月 - 体育大会
- 6月 - 校外学習
- 10月 - 修学旅行（３年生）、職場体験学習（２年生）
- 11月 - 文化発表会
- 3月 - 卒業式、離任式[1]

## 通学区域が隣接している学校
- 和歌山市立西和中学校
- 和歌山市立東和中学校
- 和歌山市立日進中学校
- 和歌山市立紀之川中学校
- 和歌山市立伏虎義務教育学校